# Jesse James Leija
Jesse James Leija (* 8. Juli 1966 in San Antonio, Texas, USA) ist ein ehemaliger US-amerikanischer Boxer mexikanischer Herkunft im Superfedergewicht und Normalausleger. Er wurde von Lester Bedford gemanagt und von Ronnie Shields trainiert.

## Boxkarriere
Er begann erst im Alter von 19 Jahren mit dem Boxen und bestritt nur 28 Amateurkämpfe, von denen er 23 gewann. Er wurde San Antonio Golden Gloves Champion und nahm an der nationalen Olympiaausscheidung 1988 teil, wo er jedoch gegen den Weltmeister Kelcie Banks unterlag.
Im Oktober 1988 bestritt er seinen ersten Profikampf, den er durch K. o. in der ersten Runde gewann. Er blieb in seinen ersten 30 Kämpfen ungeschlagen, wobei ihm auch ein Punktesieg gegen Weltmeister Louie Espinoza gelang. Gegen Azumah Nelson boxte er im Laufe seiner Karriere viermal. Ihr erstes Aufeinandertreffen im September 1993 in San Antonio endete unentschieden, im Rückkampf am 7. Mai 1994 in Las Vegas setzte sich Leija einstimmig nach Punkten durch und gewann damit auch den WBC-Titel im Superfedergewicht. Im dritten Kampf im Juni 1996 verlor Leija durch t.K.o., im vierten Kampf 1998 gewann wieder Leija einstimmig nach Punkten.
Seine erste Niederlage erlitt er in seiner ersten Titelverteidigung der WBC-WM am 17. September 1994 in Las Vegas, als er gegen Gabriel Ruelas nach Punkten unterlag. Nach zwei Siegen gegen Jeff Mayweather (Bruder von Boxweltmeister Floyd Mayweather Jr.) und Rodney Garnett, boxte er am 15. Dezember 1995 in New York gegen Óscar de la Hoya um die WBO-WM im Leichtgewicht, verlor gegen diesen jedoch bereits in der zweiten Runde nach zwei Niederschlägen.
Nach einigen Siegen, darunter zweimal gegen Joel Perez, erhielt er am 14. November 1998 in Connecticut eine erneute WM-Chance. Dabei boxte er gegen Shane Mosley um den IBF-Titel im Leichtgewicht, unterlag dabei jedoch nach mehreren Niederschlägen erneut vorzeitig. Doch anschließend konnte er einige bedeutende Siege gegen Ivan Robinson, Fred Ladd und Micky Ward verbuchen, worauf er erneut WM-Herausforderer wurde. Am 19. Januar 2003 boxte er in Australien um die WM-Titel der WBC, IBF und WBA im Halbweltergewicht gegen Kostya Tszyu, verlor jedoch durch Aufgabe seiner Ringecke nach der sechsten Runde.
Seinen letzten Kampf bestritt er am 29. Januar 2005 in Atlantic City gegen WBC-Titelträger Arturo Gatti, dem er jedoch durch K. o. in der fünften Runde unterlag.